# Aconibe
Aconibe ou Akonibe est une ville de la province de Wele-Nzas, située dans le Sud-Est de la région continentale de Guinée équatoriale. Elle se trouve à une trentaine de kilomètres de la frontière avec le Gabon.
Aconibe est le chef-lieu du district du même nom, qui comptait 9 065 habitants lors du recensement de 1994, ce qui en faisait alors le district le moins peuplé de la région continentale après celui de Nsork. La population de la ville a considérablement augmenté au cours des deux dernières décennies. Elle était estimée en 2008 à 13 382 habitants, ce qui en ferait la quatrième ville du pays après Bata, Malabo et Ebebiyín.